# Carex elingamita
Carex elingamita är en halvgräsart som beskrevs av Bruce Gordon Hamlin. Carex elingamita ingår i släktet starrar, och familjen halvgräs. Inga underarter finns listade i Catalogue of Life.